# Nancray
Nancray – miejscowość i gmina we Francji, w regionie Burgundia-Franche-Comté, w departamencie Doubs. Według danych na rok 2009 gminę zamieszkiwało 1247 osób.